# Pastoral (música)
Una pastoral es una composición de música destinada para bailes campestres de los pueblos dedicados a la vida pastoril. 
Esta música en su origen no fueron sino unos aires sumamente sencillos tocados con la gaita y con unos instrumentos llamados torlorotos con compás de dos tiempos o de 6-8 pero más adelante las pastorales se trabajaron más científicamente en Italia y en España principalmente, tomando por tipo las primeras canturías. Se da también el nombre de pastorales a otras piezas de música con cantos que imitan el de los pastores, cantos populares que son de un género tierno y dulce.
Se llama también pastoral a una pequeña ópera campestre cuyos actores se suponen ser todos pastores. El argumento es una acción agradable y entretenida sacado de las costumbres pastoriles, por lo regular imaginario y tomado de las fábulas de la edad de oro. El poeta no debe separarse en el poema del carácter de la égloga y la música debe pintar la sencillez de las costumbres que se cree tener los pastores. Ya no se usan óperas pastorales, porque ya no es fácil en el día encontrar compositores que sepan hallar conceptos musicales, propios de la sencillez que requieren y los hay que brillarán más en óperas grandes. Además de que no teniendo la música del día la sencillez de otros tiempos, se expondría un compositor a no agradar.